# The Last Stand (album de Sabaton)
The Last Stand este al optulea album de studiou al trupei suedeze de power metal Sabaton. A fost produs de Peter Tägtgren în studiourile Abyss din Suedia și lansat pe 19 august 2016. La fel ca și albumul anterior al lui Sabaton, Heroes⁠(d), The Last Stand este un album concept și se inspiră din 
bătăliile militare de tipl „ultima redută”. Pe 10 iunie 2016 a fost lansat primul single „The Lost Battalion”, urmat de „Blood of Bannockburn” pe 15 iulie și „Shiroyama” pe 12 august. Un videoclip cu versuri pentru piesa de titlu a fost lansat pe 25 ianuarie 2018. Acesta avea să fie ultimul album în care a participat chitaristul Thobbe Englund care a plecat în iulie 2016. El s-a întors în formație în februarie 2024, după plecarea chitaristului Tommy Johansson⁠(d).
În 2021, Sabaton a lansat o ediție specială History Channel a albumului pentru abonații de pe Patreon⁠(d) ai lui Sabaton History, în care fiecare melodie avea o prefață istorică realizată de prezentatorul Indy Neidell. Versiunea fusese planificată inițial pentru aprilie 2020, dar ea și History Channel Edition a lui Heroes au suferit întârzieri de producție din cauza pandemiei de COVID-19 și achiziționarea casei de discuri Nuclear Blast de către Believe Digital⁠(d). Albumele au fost în sfârșit livrate abonaților pe 25 iunie 2021.

## Lista de piese
| Nr. | Titlu                         | Tematică                                                                                | Lungime |  |
| 1.  | „Sparta”                      | Bătălia de la Termopile din perspectiva spartanilor                                     | 4:24    |  |
| 2.  | „Last Dying Breath”           | Apărearea Belgradului de către sârbi⁠(d) în 1916                                         | 3:22    |  |
| 3.  | „Blood of Bannockburn”        | Bătălia de la Brannockburn din perspectiva scoțienilor                                  | 2:54    |  |
| 4.  | „Diary of an Unknown Soldier” | The Meuse-Argonne Offensive⁠(d)                                                          | 0:51    |  |
| 5.  | „The Lost Battalion”          | Batalionul Pierdut⁠(d) din bătălia din Argonne⁠(d) din Primul Război Mondial              | 3:35    |  |
| 6.  | „Rorke's Drift”               | Bătălia de la Rorke's Drift⁠(d) din perspectivă britanică                                | 3:26    |  |
| 7.  | „The Last Stand”              | Apărarea de ultimă redută de către Gărzile Elvețiene⁠(d) în timpul Jefuirii Romei (1527) | 3:55    |  |
| 8.  | „Hill 3234”                   | Bătălia pentru Dealul 3234⁠(d)                                                           | 3:29    |  |
| 9.  | „Shiroyama”                   | Bătălia de la Shiroyama⁠(d)                                                              | 3:31    |  |
| 10. | „Winged Hussars”              | Hussarii polonezi⁠(d) în bătălia Vienei                                                  | 3:51    |  |
| 11. | „The Last Battle”             | Bătălia de la Castelul Itter⁠(d)                                                         | 3:12    |  |

| Piese bonus     |                                                                                       |                      |         |  |
| Nr.             | Titlu                                                                                 | Theme                | Lungime |  |
| 12.             | „Camouflage⁠(d)” (cover după Stan Ridgway⁠(d)                                           | Războiul din Vietnam | 3:56    |  |
| 13.             | „All Guns Blazing” (cover după Judas Priest)                                          |                      | 3:58    |  |
| 14.             | „Afraid to Shoot Strangers” (cover după Iron Maiden; piesă bonus în ediția Earbook⁠(d) | Războiul din Golf    | 7:28    |  |
| 15.             | „Burn in Hell” (cover după Twisted Sister⁠(d); piesă bonus în ediția japoneză)         |                      | 4:25    |  |
| Lungime totală: | Lungime totală:                                                                       | Lungime totală:      | 56:43   |  |

| Bonus live DVD (digipak and earbook edition) |                                                    |         |  |
| Nr.                                          | Titlu                                              | Lungime |  |
| 1.                                           | „The March to War”                                 | 2:00    |  |
| 2.                                           | „Ghost Division”                                   | 4:06    |  |
| 3.                                           | „Far from the Fame”                                | 3:46    |  |
| 4.                                           | „Uprising”                                         | 6:00    |  |
| 5.                                           | „Midway”                                           | 4:09    |  |
| 6.                                           | „Gott mit uns”                                     | 3:27    |  |
| 7.                                           | „Resist and Bite”                                  | 4:34    |  |
| 8.                                           | „Wolfpack”                                         | 5:06    |  |
| 9.                                           | „Dominium Maris Baltici & The Lion from the North” | 5:33    |  |
| 10.                                          | „Carolus Rex”                                      | 6:48    |  |
| 11.                                          | „Swedish Pagans”                                   | 4:51    |  |
| 12.                                          | „Soldier of 3 Armies”                              | 4:12    |  |
| 13.                                          | „Attero Dominatus”                                 | 3:58    |  |
| 14.                                          | „The Art of War”                                   | 5:12    |  |
| 15.                                          | „Wind of Change”                                   | 1:23    |  |
| 16.                                          | „To Hell and Back”                                 | 4:25    |  |
| 17.                                          | „Night Witches”                                    | 4:25    |  |
| 18.                                          | „Primo Victoria”                                   | 6:00    |  |
| 19.                                          | „Metal Crüe”                                       | 7:47    |  |

| Bonus live CD (ediția earbook) |                                                    |         |  |
| Nr.                            | Titlu                                              | Lungime |  |
| 1.                             | „The March to War”                                 | 2:03    |  |
| 2.                             | „Ghost Division”                                   | 4:04    |  |
| 3.                             | „Far from the Fame”                                | 3:46    |  |
| 4.                             | „Uprising”                                         | 5:59    |  |
| 5.                             | „Midway”                                           | 4:10    |  |
| 6.                             | „Gott mit uns”                                     | 3:27    |  |
| 7.                             | „Resist and Bite”                                  | 3:28    |  |
| 8.                             | „Dominium Maris Baltici & The Lion from the North” | 5:32    |  |
| 9.                             | „Carolus Rex”                                      | 6:48    |  |
| 10.                            | „Swedish Pagans”                                   | 4:51    |  |
| 11.                            | „Soldier of 3 Armies”                              | 4:14    |  |
| 12.                            | „Attero Dominatus”                                 | 3:56    |  |
| 13.                            | „The Art of War”                                   | 5:12    |  |
| 14.                            | „Wind of Change”                                   | 1:23    |  |
| 15.                            | „To Hell and Back”                                 | 4:25    |  |
| 16.                            | „Night Witches”                                    | 4:25    |  |
| 17.                            | „Primo Victoria”                                   | 6:01    |  |
| 18.                            | „Metal Crüe”                                       | 4:50    |  |

## Personal
- Joakim Brodén⁠(d): vocalist principal⁠(d), clape
- Pär Sundström⁠(d) : bas, vocalist de fundal⁠(d)
- Chris Rörland: chitare, vocalist de fundal
- Thobbe Englund: chitare, vocalist de fundal, vocalist principal pe „All Guns Blazing”
- Hannes van Dahl: tobe, vocalist de fundal

Alte persoane creditate:
- Cuvinte rostite din „Jurnalul unui soldat necunoscut” de Jon Schaffer⁠(d)
- Cimpoiul de la „Blood of Bannockburn” de Jonas Kjellgren
- Orga Hammond de pe „Blood of Bannockburn” de Tomas Sunmo

Credite pentru cor:
- Christer Gärds, Anders Sandström, Bosse Gärds, Pontus Lekaregärd și Peter Hindén de la Eternal (din Suedia),
- Thomas Nyström & Marie Mullback, Äsa Österlund, Hannele Junkala, Sofia Lundberg, Marie-Louise Strömqvist și Floor Jansen

## Clasamente
| Clasament (2016-2017)                    | Poziția maximă |
| ---------------------------------------- | -------------- |
| Australian Albums (ARIA)                 | 29             |
| Austrian Albums (Ö3 Austria)             | 2              |
| Belgian Albums (Ultratop Flanders)       | 3              |
| Belgian Albums (Ultratop Wallonia)       | 11             |
| Canadian Albums (Billboard)              | 43             |
| Dutch Albums (MegaCharts)                | 11             |
| Finnish Albums (Suomen virallinen lista) | 1              |
| French Albums (SNEP)                     | 43             |
| 2                                        |                |
| Hungarian Albums (MAHASZ)                | 12             |
| Irish Albums (IRMA)                      | 92             |
| Italian Albums (FIMI)                    | 67             |
| New Zealand Heatseeker Albums (RMNZ⁠(d)   | 5              |
| Norwegian Albums (VG-lista)              | 11             |
| Polish Albums (ZPAV)                     | 2              |
| Scottish Albums (OCC)                    | 9              |
| Swedish Albums (Sverigetopplistan)       | 1              |
| Swiss Albums (Schweizer Hitparade)       | 1              |
| UK Albums (OCC)                          | 17             |
| UK Independent Albums (OCC)              | 5              |
| 1                                        |                |
| US Billboard 200                         | 63             |
| US Independent Albums (Billboard)        | 4              |
| US Top Hard Rock Albums (Billboard)      | 2              |
| US Top Rock Albums (Billboard)           | 5              |
| US Top Tastemaker Albums (Billboard)     | 9              |

| Clasament (2016)                   | Poziție |
| ---------------------------------- | ------- |
| Belgian Albums (Ultratop Flanders) | 154     |
| Swedish Albums (Sverigetopplistan) | 53      |

| Chart (2017)                       | Position |
| ---------------------------------- | -------- |
| Swedish Albums (Sverigetopplistan) | 83       |

## Certificări
| Regiune                                                    | Certificări | Vânzări  |
| ---------------------------------------------------------- | ----------- | -------- |
| Cehia                                                      | Aur         | 2500     |
| Germania (BVMI)                                            | Aur         | 100.000^ |
| Polonia (ZPAV)                                             | Aur         | 10.000*  |
| Suedia (GLF)                                               | Aur         | 20.000^  |
| xcifrele nespecificate sunt bazate pe un singur certificat |             |          |